# In Repair
«In Repair» es la canción de la banda Our Lady Peace lanzada como el primer sencillo de su cuarto álbum Spiritual Machines. Fue seguido por «Life» y «Right Behind You (Mafia)».

## Significado
Raine Maida habló de las letras en la página web de la banda en el año 2000: "La letra de la pista In Repair se centra en cómo la gente tiende a tratar a los demás como máquinas en nuestra vida del día a día, y que realmente tenemos que hacer balance y enfocar nuestra energía hacia los que están en nuestras vidas que importan. A veces parece como si necesitáramos un cambio de aceite».

### Kurzweil narración (RK 2029)
El año es 2029. Las máquinas nos convencen de que son conscientes, que tienen su propia agenda digna de nuestro respeto. Ellos encarnan las cualidades humanas, que van a pretender ser humano, y nos creerán ellos.

## Video musical
El video musical fue creado por Oli Goldsmith y es un collage de dibujos animados de las más de 200 obras de arte que pintó para el proyecto de las máquinas espirituales. La banda no hace apariciones en el vídeo, excepto por un breve momento cuando los personajes se asemejan a aparecer en el fondo. La imagen de Saúl Fox aparece varias veces en el video también. El vídeo se estrenó en Muchmusic el 22 de noviembre de 2000.
En 2001, el video fue nominado para Mejor Video, Mejor Video de Rock, Mejor Posproducción y Mejor Director en los Premios de Video MuchMusic, que ganó todos excepto Mejor Video de Rock.